# Бельфор (округ)
Округ Бельфор (фр. Arrondissement de Belfort) — округ у Франції, в департаменті Територія Бельфор. 2023 року округ об'єднував 101 муніципалітет, населення становило 140 120 осіб.
Адміністративний центр (супрефектура) — Бельфор.

## Муніципалітети
Список муніципалітетів округу та їхні коди INSEE:
1. Андельнан (90001)
2. Анжо (90002)
3. Анжуте (90003)
4. Арж'єсан (90004)
5. Бавільє (90008)
6. Банвіллар (90007)
7. Бельфор (90010)
8. Бермон (90011)
9. Бессонкур (90012)
10. Бетонвільє (90013)
11. Бокур (90009)
12. Борон (90014)
13. Ботан (90015)
14. Бреботт (90018)
15. Бретань (90019)
16. Бур-су-Шатле (90016)
17. Буронь (90017)
18. Бюк (90020)
19. Вальдуа (90099)
20. Везелуа (90104)
21. Вельско (90101)
22. Вессемон (90102)
23. Ветринь (90103)
24. Віллар-ле-Сек (90105)
25. Вотьєрмон (90100)
26. Гранвіллар (90053)
27. Громаньї (90054)
28. Грон (90055)
29. Данжутен (90032)
30. Дель (90033)
31. Денне (90034)
32. Доран (90035)
33. Еветт-Сальбер (90042)
34. Егеніг (90036)
35. Елуа (90037)
36. Ессер (90039)
37. Етюеффон (90041)
38. Жироманьї (90052)
39. Жоншере (90056)
40. Краванш (90029)
41. Круа (90030)
42. Курсель (90027)
43. Куртлеван (90028)
44. Кюнельєр (90031)
45. Лагранж (90060)
46. Лаколлонж (90059)
47. Ламаделен-Валь-дез-Анж (90061)
48. Ларив'єр (90062)
49. Лашапель-су-Шо (90057)
50. Лашапель-су-Ружмон (90058)
51. Лебетен (90063)
52. Леваль (90066)
53. Лепюї (90065)
54. Лепюї-Неф (90064)
55. Мезіре (90069)
56. Менонкур (90067)
57. Меру-Моваль (90068)
58. Монбутон (90070)
59. Монтре-Шато (90071)
60. Морвіллар (90072)
61. Новіллар (90074)
62. Оксель-Ба (90005)
63. Оксель-О (90006)
64. Отрешен (90082)
65. Оффемон (90075)
66. Перуз (90076)
67. Петі-Круа (90077)
68. Петіманьї (90079)
69. Петітфонтен (90078)
70. Рекувранс (90083)
71. Репп (90084)
72. Решезі (90081)
73. Р'єрвессемон (90085)
74. Романьї-су-Ружмон (90086)
75. Ропп (90087)
76. Ружгутт (90088)
77. Ружмон-ле-Шато (90089)
78. Севенан (90094)
79. Сен-Дізьє-л'Евек (90090)
80. Сен-Жермен-ле-Шатле (90091)
81. Сермаманьї (90093)
82. Сюарс (90095)
83. Тревенан (90097)
84. Тьянкур (90096)
85. Фаверуа (90043)
86. Фаффан (90080)
87. Фелон (90044)
88. Феш-л'Егліз (90045)
89. Флоримон (90046)
90. Фонтен (90047)
91. Фонтенель (90048)
92. Фре (90050)
93. Фруадфонтен (90051)
94. Фуссмань (90049)
95. Шаванатт (90024)
96. Шаванн-ле-Гран (90025)
97. Шармуа (90021)
98. Шатенуа-ле-Форж (90022)
99. Шевремон (90026)
100. Шо (90023)
101. Юрсере (90098)